# Jurij Vega
Baron Jurij Bartolomej Vega [júrij bartolomêj véga] (tudi Veha, latinsko Georgius Bartholomaei Vecha; nemško Georg Freiherr von Vega), slovenski matematik, fizik, geodet, meteorolog, plemič in topniški častnik, * 23. marec 1754, Zagorica pri Dolskem, Kranjska, Habsburška monarhija (sedaj Slovenija), † 26. september 1802, Nussdorf pri Dunaju, Sveto rimsko cesarstvo (sedaj Avstrija).

## Življenje
Vega se je rodil v revni kmečki družini polgruntarja Jerneja Vehe in Helene Vehe (rojene Masel) v Zagorici pri Dolskem, vzhodno od Ljubljane v Sloveniji. Tja se je iz bližnje Sv. Trojice preselil njegov ded. Njegov oče je umrl, ko je bilo Juriju šest let. Osnovno znanje si je pridobil pri domačem duhovniku in v Moravčah. Ko je dopolnil 13 let, je leta 1767 začel obiskovati 6 letne jezuitske nižje študije (»nižjo gimnazijo«) v Ljubljani. Jezuiti so prav v njegovem času začeli v zadnjih dveh humanitetnih letnikih dajati večji pomen matematično naravoslovnim predmetom. Vega ju je obiskoval leta 1772 in 1773. Poleg matematike in naravoslovnih znanosti so bili predmeti, ki jih je Vega poslušal: latinščina, grščina, religija, nemščina, zgodovina, geografija.
Med letoma 1769 in 1785 sta na liceju v Ljubljani poučevala fiziko Gregor Schoettl (1732—1777) in Anton Ambschel (1746—1821). Jezuitska gimnazija in kolegij z dijaškim domom sta v tem času stala pri cerkvi sv. Jakoba pod Ljubljanskim gradom. Kompleks kolegija okoli cerkve je zajemal današnjo šolo, Levstikov trg ter Gruberjevo in Virantovo hišo.
Gimnazijo je obiskovalo nad 500 učencev. Šolnine ni bilo. Študij na gimnaziji je bil v tistih časih stanovski privilegij, ki so ga kmečki sinovi, kot je bil Vega, težko pridobili. Siromašni dijaki niso mogli plačevati kolegija, zato so stanovali pri podpornikih v mestu. Ta usoda je doletela tudi Vego. Njegov sošolec je bil slovenski pisatelj in zgodovinar Anton Tomaž Linhart, ki je bil gojenec kolegija v letih 1771 in 1772.
Schoettlovi študentje so morali poznati veliko optičnih naprav, ki jih je profesor gotovo imel tudi v svojem fizikalnem kabinetu. Med optičnimi napravami so v popisu iz tega časa našteti: Newtonov, Gregoryjev in nizozemski daljnogled.
Po končani gimnaziji ob starosti 19. let, leta 1773, je Vega dve leti od 1774 do 1775 študiral še filozofijo na liceju v Ljubljani. Dveletni filozofski študij je takrat imel stolice za filozofijo, matematiko in fiziko. Leta 1775 je Vega z odličnim uspehom končal študij filozofije na liceju skupaj s Kranjcema F. Poglajenom in M. Kalanom. Po koncu študija se je Vega med 1775 in 1780 zaposlil kot inženir za rečno plovbo pri regulacijskih delih na Savi in Ljubljanici. Domneva se, da je sodeloval z nekdanjim jezuitom Gruberjem pri zasnovi kanala med Gradom in Golovcem. Seznam vprašanj obširnega izpita Tentamen philosophicum se je ohranil in je dostopen v Matematični knjižnici v Ljubljani. Področja, s katerih so bili problemi pri izpitu, so bila: logika, algebra, metafizika, geometrija, trigonometrija, geodezija, stereometrija, geometrija krivulj, balistika in splošna in posebna fizika.
Po službovanju v Ljubljani se je 7. aprila 1780 vpisal med topničarje cesarske armade na Dunaju. Ob tem je tudi spremenil svoj dotedanji priimek Veha v Vega. Po osnovnem usposabljanju je leta 1781 postal podporočnik in kmalu tudi učitelj matematike na topničarski šoli. Leta 1784, po izidu prvih dveh delov matematičnih predavanj, je napredoval v poročnika. Vega je napisal učbenik v štirih knjigah Predavanja o matematiki (Vorlesungen über die Mathematik). Prvi del je izšel leta 1782, drugi del 1784, tretji 1788 in četrti leta 1800. Njegovi učbeniki so vsebovali zanimive tabele. V drugem delu lahko najdemo izraze v zaprti obliki za sinuse mnogokratnikov 3. stopnje. Zapisani so v preprostih oblikah, s katerimi je lahko računati.
Leta 1781 se je Vega zavzemal za vpeljavo metrskega sistema v habsburški monarhiji. Njegova zamisel ni prodrla in so jo uvedli šele kasneje leta 1871 za časa Franca Jožefa I.
Leta 1785 je pismeno zaprosil velikega mojstra barona Ignaza von Borna za sprejem v prostozidarsko ložo Zur wahren Eintracht. Usoda njegove prošnje ni znana, saj je Jožef II. kmalu zatem prepovedal tajne družbe.
Vega je leta 1786 prevzel profesuro na posebnem novoustanovljenem bombardirskem oddelku najboljših topničarjev avstrijskega poljskega topništva.
Leta 1787 se je poročil z malo plemkinjo Jožefo Swoboda (1771—1800) iz Čeških Budejovic na Češkem. Imela sta pet otrok: Henrika, Marijo Terezijo Regino, Franca Jožefa, Jožefo, Marijo Alojzijo.
Tik pred odhodom na bojišče je leta 1789 pripravil za tisk tretji del matematičnih predavanj, ki so govorila o mehaniki trdnin. Naslednje desetletje je bil topniški častnik in je večino svojega časa preživel na bojiščih po Evropi. Leta 1788 je služil pod poveljstvom avstrijskega kraljevega feldmaršala Gideona Laudona (1717—1790). Med 1789 in 1792 je kot stotnik sodeloval v bojih proti Osmanom pri Beogradu. Njegovo poveljstvo nad možnarskimi baterijami je pripomoglo k padcu beograjske trdnjave.
Nato je služil na Moravskem. Leta 1793 se je za krajši čas znova vrnil k poučevanju matematike na Dunaju. Končno je kot major koalicijske vojske pod poveljstvom avstrijskega generala de Wurmserja (1724—1797) med letoma 1793 in 1797 sodeloval v bojih proti francoskim revolucionarjem. Boril se je pri Fort Luisu, Manheimu, Mainzu, Wiesbadnu, Kehlu in Dietzu. Leta 1795 je imel dva 13,6 kg (30 funtna) možnarja z dosegom do 2.998 m (3.280 jardov). Stari 27,2 kg (60-funtni) možnarji so imeli doseg le 1.791 m (1.960 jardov).
V Leipzigu je leta 1794 izšlo njegovo najpomembnejše delo, logaritmovniki Zakladnica vseh logaritmov (Thesaurus logarithmorum completus). Inženir Franc Allmer, častni član senata Tehniške univerze v Gradcu je v Muzeju Carla Friedricha Gaussa v Göttingenu našel Vegove logaritemske tablice točne na 10 desetiških mest. Gauss je to delo uporabljal pogosto in je v njih zapisal več svojih izračunov. Našel je tudi nekaj Vegovih napak pri številih, večjih od milijona. Junija 1797 je bil Vega poveljnik topniške obrambe v Mainzu ob Renu.
Vega je napisal vsaj šest znanstvenih člankov. Neredno življenje aktivnega vojaka je znanstveniku Vegi pogosto onemogočalo uporabo potrebnih virov, predvsem med 1789 in 1798. Kjub temu je objavil 17 matematičnih, fizikalnih in astronomskih del v več ponatisih, ki so mu prinesle sloves tudi zunaj avstrijskih meja.
Leta 1794 je postal dopisni član Velikobritanske kraljeve znanstvene družbe v Göttingenu, 1797 član akademije v Mainzu, 1798 član Fizikalno matematične družbe v Erfurtu, 1800 pa član Kraljeve družbe znanosti v Pragi in akademije v Berlinu. Po najvišjem vojaškem odlikovanju za zasluge je 22. avgusta 1800 dobil dedni baronski naslov, pravico do lastnega grba in čin podpolkovnika.
Svoja zadnja leta je preživel na Dunaju. Septembra 1802 so ga začeli pogrešati. Po nekaj dnevih iskanja so njegovo truplo našli v Donavi pri Dunaju. Policijsko poročilo je zaključilo, da se je zgodila nesreča. Vendar resnični vzrok smrti ostaja nepojasnjen. Njegovo smrt razlagajo tudi kot umor in samomor.

## Delo v matematiki
20. avgusta 1789 je Vega dosegel tedanji svetovni rekord in izračunal število π na 140 (137) decimalk. Ta račun je predložil petrograjski akademiji v knjižici V. razprava, kjer je s svojo metodo našel v poprejšnjem de Lagnyjevem (1660-1734) izračunu iz leta 1719 127 decimalk napako na 113. mestu. Rekord je obdržal 52 let do leta 1841, njegovo metodo pa še danes omenjajo. Njegov članek je akademija izdala šele šest let pozneje leta 1795. Vega je izpopolnil Machinovo enačbo iz 1706:
{\displaystyle \pi =4\left(4\,\operatorname {arctg} \,{1 \over 5}-\,\mathrm {arc} \,\mathrm {tg} \,{1 \over 239}\right)\!\,,}
s svojo enačbo, ki je enaka Eulerjevi iz 1755:
{\displaystyle \pi =4\left(5\,\operatorname {arctg} \,{1 \over 7}+2\,\operatorname {arctg} \,{3 \over 79}\right)\!\,}
in, ki hitreje konvergira kot Machinova enačba. Dobljen rezultat je preveril s podobno Huttonovo enačbo:
{\displaystyle \pi =4\left(2\,\operatorname {arctg} \,{1 \over 3}+\operatorname {arctg} \,{1 \over 7}\right)\!\,.}
Pri tem je drugi člen razvil v vrsto le enkrat.
Japonski matematiki so v njegovem času uporabljali dva približka:
{\displaystyle {\begin{aligned}\pi &=[3;7,15,1,292,1,1,1,2,1,4]\,\!\\&=\left\{3,{\frac {22}{7}},{\frac {333}{106}},{\frac {355}{113}},{\frac {103993}{33102}},{\frac {104348}{33215}},{\frac {208341}{66317}},{\frac {312689}{99532}},{\frac {833719}{265381}},{\frac {1146408}{364913}},{\frac {5419351}{1725033}}\right\}\\&=3,14159265358981538324194377730744861\,\!\end{aligned}}}
in
{\displaystyle {\begin{aligned}\pi =&[3;7,15,1,2,292,1,1,1,4,1,2,1,1,14,30,2,19,1,1,11,1,3,1,1,1,1,3],\!\,\\=&\left\{3,{\frac {22}{7}},{\frac {333}{106}},{\frac {355}{113}},{\frac {1043}{332}},{\frac {304911}{97057}},{\frac {305954}{97389}},{\frac {610865}{194446}},{\frac {916819}{291835}},{\frac {4278141}{1361786}},{\frac {5194960}{1653621}},\right.\!\,\\&\left.{\frac {14668061}{4669028}},{\frac {19863021}{6322649}},{\frac {34531082}{10991677}},{\frac {503298169}{160206127}},{\frac {15133476152}{4817175487}},{\frac {30770250473}{9794557101}},\!\,\right.\\&\left.{\frac {599768235139}{190913760406}},{\frac {630538485612}{200708317507}},{\frac {1230306720751}{391622077913}},{\frac {14163912413873}{4508551174550}},{\frac {15394219134624}{4900173252463}},\!\,\right.\\&\left.{\frac {60346569817745}{19209070931939}},{\frac {75740788952369}{24109244184402}},{\frac {136087358770114}{43318315116341}},{\frac {211828147722483}{67427559300743}},\!\,\right.\\&\left.{\frac {347915506492597}{110745874417084}},{\frac {1255574667200274}{399665182551995}}\right\}\!\,\\=&\,3,14156629602561954577603945201650090\!\,,\end{aligned}}}
ki so ju verjetno dobili na podoben način kot John Wallis leta 1655 z razvitjem v neskončni verižni ulomek, saj je prvi 6. sodi približek neskončnega verižnega ulomka za π, drugi pa se od prvega razlikuje v 9. členu in, ki se razlikujeta šele na 13. decimalki. Med temi japonskimi matematiki so bili verjetno Takakazu Šinsuke Seki (okoli 1642-1708), ki je leta 1700 našel 10 pravilnih mest, Hikodžiro Katahiro Kenko Takebe (1664-1739), ki je leta 1722 našel 42 (41 pravilnih) mest za π, Jošikijo Kamata (1678-1744), ki je leta 1730 našel 25 mest in Jošisuke (Riohicu) Macunaga (1690-1744), ki je leta 1739 našel 51 decimalk π-ja z isto metodo kot Newton leta 1665 z vrsto arcsin (1/2) = π/6:
{\displaystyle \pi =3\left(1+{\frac {1^{2}}{4\cdot 6}}+{\frac {1^{2}\cdot 3^{2}}{4\cdot 6\cdot 8\cdot 10}}+{\frac {1^{2}\cdot 3^{2}\cdot 5^{2}}{4\cdot 6\cdot 8\cdot 10\cdot 12\cdot 14}}+{\frac {1^{2}\cdot 3^{2}\cdot 5^{2}\cdot 7^{2}}{4\cdot 6\cdot 8\cdot 10\cdot 12\cdot 14\cdot 16\cdot 18}}+\cdots \right)\,\!,}
kjer je treba za takšno točnost vzeti približno 140 členov. Prvi približki neskončnega verižnega ulomka za to vrsto so:
{\displaystyle \pi _{1}=[3]\,\!,}
{\displaystyle \pi _{2}=[3;8]\,\!,}
{\displaystyle \pi _{3}=[3;7,5,4,4]\,\!,}
{\displaystyle \pi _{4}=[3;7,11,1,5,1,1,3,9]\,\!,}
{\displaystyle \pi _{5}=[3;7,15,51,7,1,1,1,3,3,2]\,\!,}
{\displaystyle \pi _{6}=[3;7,15,1,3,1,8,1,1,32,1,14,1,5,1,7]\,\!,}
{\displaystyle \pi _{7}=[3;7,15,1,21,2,7,1,1,1,11,1,1,1,1,1,5,1,3,1,2,2,24]\,\!,}
{\displaystyle \pi _{8}=[3;7,15,1,82,1,1,4,5,1,1,1,12,1,6,3,1,6,1,2,3,2]\,\!.}

## Delo v fiziki
Med boji proti Francozom je dokončal razpravo o Zemlji in splošni gravitaciji. Na fronti seveda ni imel možnosti uporabljati obsežnejših virov, temveč se je zanašal predvsem na svoj spomin. Razpravo so prebrali na Akademiji uporabnih znanosti v Erfurtu 2. januarja 1798. Istega leta so jo tudi natisnili pod imenom Matematično raziskovanje o smeri sile teže. Imela je 30 strani, ki so bile tudi v knjižni izdaji oštevilčene od 133 do 162. Domnevamo, da so bila vsaj na straneh od 1 do 133 tiskana dela drugih avtorjev. Razprava iz leta 1798 je bila zapisana v obliki vprašanj in odgovorov. Na koncu je naštel še osem vprašanj, ki so bila deloma napotki za nadaljnje raziskovanje po zgledu Newtonove Optike iz leta 1704, deloma pa posledica pomanjkanja strokovnih virov na fronti. Vegova razprava ni imela poljudnega uvoda, temveč se je takoj začela z enačbami. Na straneh 141 do 143 so bile natisnjene tabele. Najpomembnejše stvari, ki se jih je lotil v razpravi so: Zaradi vpliva sile teže se površina vode pri vrtenju kaže kot krivulja. Sila teže bi vplivala tudi na površino stolpa vode, položenega od pola do pola skozi središče Zemlje. Zaradi vrtenja nekdaj vroče stopljene Zemlje okoli svoje osi je njena oblika sploščena na polih. Po njem naj bi bilo razmerje premera Zemlje na polih in na ekvatorju 578/579, kar je bila za 0,16 % prenizka vrednost in tako slabši približek od Newtonovega.
Na strani 156 je nanizal osem vprašanj, ki sledijo iz osnov nauka o (gravitacijskem) privlaku:
1. Kakšna je smer sile teže pri različni višini polov pri prostem, mirujočem, nevrtečem, popolnem elipsoidu enakomerne gostote in znane velikosti, mase in dolžine osi? (Upoštevamo le lastni privlak sile teže brez zunanjih motenj).
2. Kakšna je zveza med resnično višino polov in resnično (zemljepisno) širino?
3. Kakšna so razmerja med dolžinami enostavnega sekundnega nihala in z njim povezanim pospeškom sile teže na različnih (zemljepisnih) dolžinah?
4. Kolikšna je navidezna dolžina poldnevnika (meridiana) na različnih (zemljepisnih) dolžinah?
5. Kolikšna je ravnovesna površina vode v kanalu, postavljenem od enega do drugega pola takšnega elipsoida?
6. Kakšna je površina morij?
7. Če domnevamo, da se takšen popolnoma trden elipsoid enakomerno vrti, kakšni so potem odgovori na zgornja vprašanja?
8. Kakšni so vsi ti odgovori, če elipsoid ni sploščen, temveč podolgovat?

Leta 1800 je na Dunaju izšla razprava Poskus razkriti neko skrivnost v znanem nauku splošne gravitacije. Ta razprava je bila posvečena Albertu Saksonskemu, ki je pozneje Vego predlagal za viteški križec reda Marije Terezije. Obravnaval je »premočrtno centralno gibanje« telesa brez začetne hitrosti, ki pod vplivom gravitacijske sile, obratno sorazmerne s kvadratom razdalje, neovirano prileti v samo središče Zemlje. Razprava se navezuje na III. del matematičnih predavanj, kjer je Vega zapisal, da bo telo priletelo v središče z neskončno veliko hitrostjo in bo tam obtičalo s hitrostjo nič. Temu problemu je leta 1788 posvetil celo poglavje. Opisal je prosti pad telesa s površine proti središču Zemlje, če ni zračnega upora. Ugotovil je, da tir takšnega telesa ni parabola, temveč elipsa z najbolj oddaljenim goriščem v središču Zemlje. Takšna elipsa ima veliko ekscentričnost, kar ji daje videz parabole. Kakšno je nadaljnje gibanje telesa, se je vprašal Vega? Euler je v Scientia Motus menil, da se gibanje nadaljuje po zelo sploščeni elipsi s središčem Zemlje kot goriščem, zato se telo vrne, od koder je priletelo. Po Vegi Euler ni imel prav, saj telo v središču Zemlje izgubi vse gibanje, hitrost pa se mu poveča do neskončnosti. Po Francozu Simonu L'Huilierju (1750-1840), prejemniku nagrade pruske akademije znanosti leta 1786, neskončno velike in neskončno majhne količine niso možne in zato telo sploh ne more prileteti do središča Zemlje. V Dodatku k III. delu matematičnih predavanj iz leta 1790 je Vega predlagal spremembo Newtonovega splošnega gravitacijskega zakona, da bi odpravil težave pri računu prostega pada telesa skozi središče Zemlje. Ugotavljal je, da premočrtno centralno gibanje določa neki drug izrek centralne sile. Telo se ves čas vzdiguje nad središčem v dani smeri, tako med oddaljevanjem v nasprotni smeri, kot med vračanjem v izhodišče. Telo premočrtno niha na obeh straneh središča pod vplivom centralne sile. Pri enakih oddaljenostih od središča ima enako hitrost, saj je pospešek centralne sile funkcija potence oddaljenosti od središča. Potenca ima lahko cel ali racionalen, pozitiven ali negativen eksponent. Pri tem se je skliceval na delo profesorja Hindenburga, objavljeno v Leipziškem časopisu za čisto in uporabno matematiko. Leta 1800 je to zamisel opustil.
Odkril je računsko napako v svoji razpravi iz leta 1788 in dobil nov rezultat, po katerem telo leti skozi središče zemlje do razdalje, iz katere je vanj priletelo. Leta 1801]je dal na Dunaju natisniti latinsko delo Razprava o določitvi mase (masah) in razdalj nebesnih teles v Astronomskih Ephemeridah. Delo so natisnili tudi kot separat na 14. straneh. Na strani 15 in 16 je bil dodan popis njegovih dotedanjih del, vključno z najnovejšim. Vegova razprava je temeljila na drugi francoski izdaji Laplaceovega Exposition du sisteme du monde. Poleg planetov je Vega izračunal tudi mase in oddaljenosti njihovih satelitov.
Čeprav je Vega s svojimi logaritmi zaslovel predvsem kot matematik, je bil večji del njegovih razprav in učbenikov posvečenih fiziki. Njegova dela v fiziki zajemajo vsa področja mehanike, predvsem teorijo gravitacije in z njo povezano astronomijo. Njegova fizika se tesno navezuje na licejska predavanja njegovega profesorja Schoettla. V zrelih letih ni bistveno spremenil svojih zamisli, ki jih je sprejel kot študent v Ljubljani. Zaradi prekinitve visokošolskega pouka fizike v Ljubljani med letom 1784 in 24. aprilom 1788 ter v 19. stoletju, Ljubljana pred drugo polovico 20. stoletja ni več obnovila kakovosti pouka fizike iz časa Vegovega študija.

## Priznanja

### Poimenovanja
Po njem so poimenovani:
- Vegova ulica v Ljubljani
- osnovna šola v Moravčah,
- Elektrotehniško-računalniška strokovna šola in gimnazija Ljubljana (okrajšano »Vegova«),
- Gimnazija Jurija Vege v Idriji,
- Vega, krater na Luni,
- projekt veleposlaništva RS v ZDA in Ministrstva RS za visoko šolstvo, znanost in tehnologijo (projekt »Jurij Vega«) ,
- Vegovo priznanje za mlade matematike,
- od 9. maja 2001 asteroid glavnega pasu 14966 Jurijvega, ki ga je 30. julija 1997 odkril Herman Mikuž na Observatoriju Črni Vrh.
- Astronomsko društvo Vega - Ljubljana - ime se navezuje tako na Jurija Vego, kot tudi na zvezdo Vega (op.: zvezda ni poimenovana po Juriju Vegi, etimologija tega imena sega dlje v preteklost)[5]
- Višja srednja šola s slovenskim učnim jezikom 'Jurij Vega' v Gorici, Italija.

### Druge zanimivosti
Pisatelj Jakob Bedenek je leta 1891 izdal biografsko povest o Juriju Vegi z naslovom Od pluga do krone.
Njegov portret je bil na bankovcu za 50 SIT. Ob 250-ti obletnici rojstva je Slovenska pošta izdala spominsko poštno znamko z njegovim motivom.
Njegov rojstni dan, 23. marec, je bil izbran za občinski praznik Dola pri Ljubljani .
Magazin Žurnal ga je postavil na 5. mesto (od desetih) najpomembnejših Slovencev v zgodovini .